# Ananthura rigida
Ananthura rigida là một loài chân đều trong họ Antheluridae. Loài này được miêu tả khoa học năm 1976 bởi Nunomura.